# 花沢将人
花沢 将人（はなざわ まさと、1989年5月4日 - ） は、日本の俳優、モデルである。

## 経歴

### 2010年 - 2016年
2010年からヒラタオフィスの新人タレント研修部門フラッシュアップに所属。舞台やweb広告の端役を積む。2013年、乙女ゲームを原作とする舞台「CLOCK ZERO 〜終焉の一秒〜 A live Moment」に情報屋役で出演。2014年に行われた新シリーズにも出演。2014年1月、俳優の黒田アーサーがアドバイザーとして監修に携わるパフォーマンス集団「STYLISH BOYS」のオーディションに参加し、合格。4月に第1弾舞台公演「マジハウス」に出演。2017年3月をもって、同グループを卒業。

### 2017年 - 現在
2017年、Instagramで公開していた写真が話題を集め、同年2月7日に情報サイトモデルプレスとのインタビューが公開されると同日付けのTwitterのトレンドの上位に彼の名前が登場。2月7日正午時点で1万人に達していなかった彼のInstagramのフォロワーは急増。情報サイトR25は、写真1つで一躍時の人となったこの現象を橋本環奈のそれと比較して、彼を彼女の"男性版"と称した。一方、花沢自身はこうした盛り上がりに対して前述のモデルプレスとのインタビューで「実力と結果が伴っていないので不安が先行してます…。」と吐露している。話題になったときは既に、3月1日に7年間所属したフラッシュアップを退社することが決まっており、次の所属先も未定という状態だったが、一連のブレークで数多くの大手芸能事務所からオファーを受け、「芸能界でカタチにしていきたいものが具現化できる環境だと判断し」、2017年3月2日からエヴァーグリーン・エンタテイメントに移籍することを、2月22日付けの自身のTwitterで報告した。
2017年3月、雑誌『JUNON』が選ぶ「ネクストブレイク美男子」に、戸塚純貴、健太郎、SUPER★DRAGON、FlowBack、杉野遥亮、赤澤遼太郎と共に選出される。3月25日、第24回東京ガールズコレクション2017SPRING／SUMMERでランウェイに初挑戦した。同イベントを企画・制作するW TOKYOの村上範義によると、花沢はSNSで見つけて村上が自ら出演依頼をしたTGC史上初めての人物である。5月、歌手・夏代孝明の3枚目のシングル「トランジット」のミュージック・ビデオで初主演を務める。ビデオは夏代がインスピレーションを受けた映画「レオン」をモチーフとしており、花沢演じる写真家と子役の豊嶋花が織りなす繊細な物語に仕上がっている。同年6月、音楽コラボアプリnanaのウェブ限定CMで、同アプリが掲げるコンセプトソングである「ウィ・アー・ザ・ワールド」を口ずさむ姿を披露。7月、THE BEAT GARDENのシングル「FLOWER」のミュージック・ビデオに出演。前述の東京ガールズコレクション出演時に初対面し、意気投合したことをきっかけに出演に至った。現在はファッションクリエイティブなどにも積極的に参加し、俳優業以外にも活動の幅を広げている。

## 人物
中学・高校と陸上競技で活躍し、関東・全国に出場。中学の頃、4×100mリレーで県選抜代表に選ばれる。スポーツ推薦で大学に入学しようとしていた矢先、腰椎分離症になり陸上競技を引退。市立船橋高校(体育科)を卒業するまで、ずっと運動ばかりやっていたため、引退後憧れていた俳優業に挑戦した。大学は中退。。趣味は散歩、映画鑑賞、音楽。
また喫煙者であり、銘柄はアメリカンスピリットのメンソールである。
尊敬する俳優として、役への対峙の仕方や身体表現がとても尊敬できるという理由から森山未來の名前を挙げている。好きな映画監督は白石和彌、西川美和など。アートでは横尾忠則、永井博を好んでいる。

## 出演

### 映画
- MARCHING 明日へ（2014年8月23日公開） - ジーベックメンバー役
- HK 変態仮面 アブノーマル・クライシス（2016年5月14日公開）[3]
- 好きだから死んでください、お願い。（2017年8月15日公開） - 江連洋太  役
- BACK STREET GIRLS -ゴクドルズ-（2019年2月8日公開） - 立花リョウ 役
- 花と雨（2020年1月17日公開）
- いけいけ!バカオンナ（2020年7月31日公開）
- 軍艦少年 (2021年12月10日公開) 小池兄役

### テレビドラマ
- 東京アリス（2017年、Amazonプライム・ビデオ） - 北野陽介 役
- 日曜劇場 陸王（2017年10月15日 - 12月24日、TBS） - 内藤久雄 役
- 連続ドラマW 名刺ゲーム 第1話（2017年12月2日、WOWOW）
- 星屑リベンジャーズ（2018年7月31日 - 9月25日、名古屋テレビ[注 1]） - 泉遼太郎 役[23]
- BACK STREET GIRLS -ゴクドルズ-（2019年2月18日 - 3月25日、MBS・2月20日 - 3月27日、TBS） - 立花リョウ 役

### ウェブドラマ
- 星屑リベンジャーズ（2018年7月23日 - 9月24日、AbemaTV[注 1]） - 泉遼太郎 役
- どうせ、運命の恋（2019年、楽天オーネット×関西テレビ） - 高橋あきら 役[24]
- 何か新しいことはじめる？ (2021年4月配信　LINE VISION 彼氏役)

### CM
- SUZUKI（2010年）
- NHKプレマップ 「みちしる」（2011年）
- ウィンザー商事 「テニスウェア」（2012年）
- セブンアンドアイホールディングス 「nanacoカード」 （2013年）
- HONDA　N BOX（2014年）
- 江崎グリコ 「ジャイアントコーン」＜おつかれさまです編＞（2014年）
- みずほ銀行（2014年）
- nana「歌ってみれば誰かに届く」（2017年）

### 舞台
- CLOCK ZERO 〜終焉の一秒〜 A live Moment（2013年9月27日-10月6日、全労済ホールスペース・ゼロ）- 情報屋役[25]
- CLOCK ZERO 〜終焉の一秒〜 A live Moment　再演（2014年3月12日-3月17日、星陵会館ホール（永田町））- 情報屋役[26]
- STYLISH BOYS 1st.stage「マジハウス」（2014年4月30日-5月5日、テアトルBONBON） - 矢口満役[27]
- CLOCK ZERO 〜終焉の一秒〜 リンゲージ rin-g-age（2014年11月22日-11月30日、博品館劇場）- 情報屋役[28]
- オサエロ（2017年8月16日 - 21日、エアースタジオ）
- KEIKI 〜夏目漱石推理帖〜  (2018年1月6日-12日)

### ミュージック・ビデオ
- 夏代孝明「トランジット」（2017年）
- THE BEAT GARDEN「FLOWER」（2017年）
- ミオヤマザキ「好きだから死んでください、お願い」(2017年)
- THE ORAL CIGARETTES「Red Criminal」（2021年）
- ぬらりひょん「S極」(2021年)
- 番匠谷紗衣「ice cream」(2021年)

### バラエティ
- #ハイ_ポール (フジテレビ)
- 生き物にサンキュー(TBS)
- 〇〇の変　(日本テレビ)
- イケてるやつならアソバナイト (Abema TV) など

### 雑誌
- Zipper 連載　(2017年6月〜12月)

## 作品
- crossrode 1stフォトブック写真集　(2017年11月25日発売)